# ビダル・ヌーニョ
ビダル・ヌーニョ（Vidal Nuño, 1987年7月26日 - ）は、アメリカ合衆国・カリフォルニア州サンディエゴ郡ナショナルシティ出身のプロ野球選手（投手）。左投左打。2020年現在は、メキシカンリーグのティフアナ・ブルズ所属。

## 経歴

### プロ入りとインディアンス傘下及び独立リーグ時代
2009年のMLBドラフト48巡目でクリーブランド・インディアンスから指名され、プロ入り。傘下のルーキー級アリゾナリーグ・インディアンスでプロデビュー後、A-級マホーニングバレー・スクラッパーズへ昇格した。
2010年はA級レイクカウンティ・キャプテンズでプレー。
2011年5月に自由契約となり、米独立リーグ・フロンティアリーグのワシントン・ワイルドシングスに入団。6月13日に退団した。

### ヤンキース時代

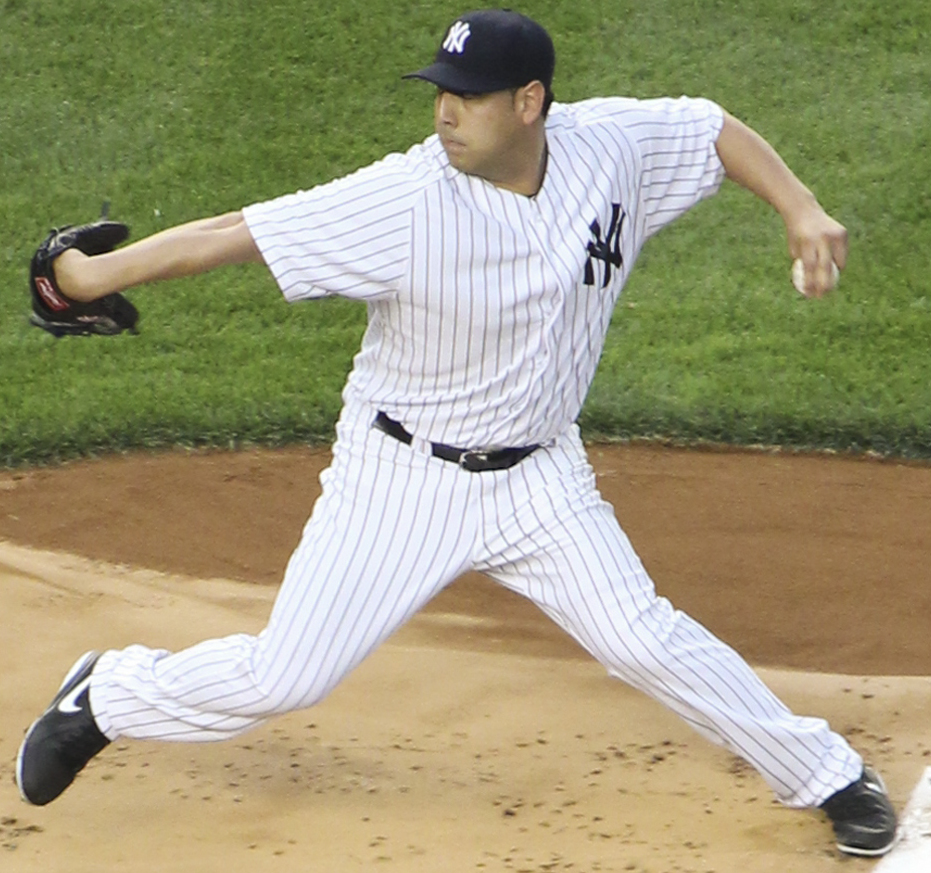
ニューヨーク・ヤンキース時代
(2014年5月30日)

2011年6月18日にニューヨーク・ヤンキースに入団した。A-級スタテンアイランド・ヤンキース、A級チャールストン・リバードッグスに所属した。
2012年はA+級タンパ・ヤンキースでプレーし、5月22日にAA級トレントン・サンダーへ昇格。
2013年はAAA級スクラントン・ウィルクスバリ・レイルライダースへ昇格。4月27日にメジャー初昇格を果たし、29日のヒューストン・アストロズ戦で7回から中継ぎとして3回を投げ無失点に抑えた。5月13日のインディアンス戦では先発として登板し、5回を無失点に抑えメジャー初勝利を挙げた。翌日、カーティス・グランダーソンが復帰したためAAA級スクラントン・ウィルクスバリに降格。5月17日にアンディ・ペティットが故障者リスト入りしたため再昇格し、5月21日のボルチモア・オリオールズ戦で延長10回から登板したが、ネイト・マクラウスにサヨナラ本塁打を打たれメジャー初黒星となった。5月30日に再びAAA級スクラントン・ウィルクスバリに降格した。9月から教育リーグのアリゾナ・フォールリーグに参加し、スコッツデール・スコーピオンズに所属した。
2014年は開幕ロースター入りし、17試合に登板（先発は14試合）。2勝5敗・防御率5.42だった。

### ダイヤモンドバックス時代
2014年7月6日にブランドン・マッカーシーとのトレードで、アリゾナ・ダイヤモンドバックスへ移籍した。移籍後は、14試合全てで先発登板し、防御率3.76にまとめ上げたが勝ち運に見放され、0勝7敗、シーズン全体では2勝12敗と、2ケタとなる10の負け越しを喫した。
2015年、放出されるまで3試合だけの登板だったが、防御率1.88と好投した。

### マリナーズ時代

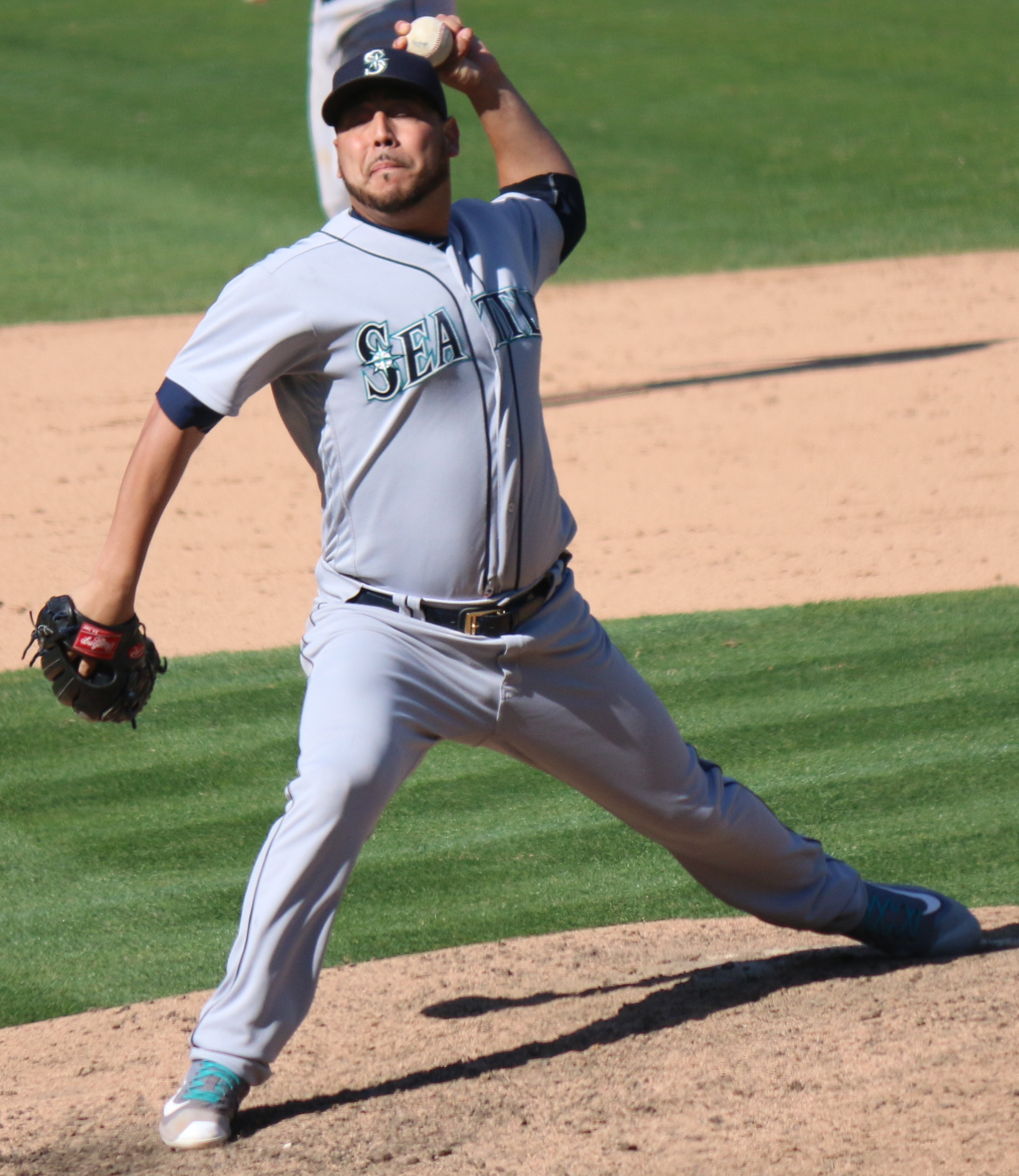
シアトル・マリナーズ時代
(2016年9月10日)

2015年6月3日にウェリントン・カスティーヨ、ドミニク・レオン、ガブリエル・ゲレーロ、ジャック・ラインハイマーとのトレードで、マーク・トランボと共にシアトル・マリナーズへ移籍した。移籍後はリリーフで22試合、先発で10試合に投げた。74.2イニングで14本ものホームランを被弾したが、防御率は4.10にまとめ上げた。しかし、前年に続いて勝ち運に見放され、1勝4敗だった。移籍前との通算成績は、35試合に登板・うち10試合で先発登板し、1勝5敗・防御率3.74・89.0イニングで22四球・81奪三振という内容だった。
2016年は、ほぼリリーフ専業となり、先発登板したのは55試合中1試合のみだった。1勝1敗、防御率3.53、WHIP1.33という成績を記録した。

### オリオールズ時代
2016年11月7日にカルロス・ルイーズとのトレードで、ロサンゼルス・ドジャースへ移籍した。
2017年開幕前に第4回WBCのメキシコ代表に選出された。スプリングトレーニング中の2月19日にライアン・モズリーとのトレードで、オリオールズへ移籍した。8月23日に40人枠外となった。この年メジャーでは12試合に登板して0勝1敗・防御率10.43・13奪三振の成績を残した。レギュラーシーズン終了後の10月2日にFAとなった。

### レイズ時代
2017年12月14日にタンパベイ・レイズとマイナー契約を結び、2018年のスプリングトレーニングに招待選手として参加することになった。
2018年の開幕は傘下のAAA級ダーラム・ブルズで迎え、5月23日にメジャー契約を結んでアクティブ・ロースター入りした。この年は17試合に登板して3勝0敗、防御率1.64、29奪三振を記録した。オフの11月2日にFAとなった。前後するが、10月29日には2018日米野球のMLB選抜に選出された。この大会時は前述の通りFAで所属球団がなかったが、レイズのユニフォームで出場している。

### レイズ退団後
2019年1月17日にワシントン・ナショナルズとマイナー契約を結び、スプリングトレーニングに招待選手として参加することになった。
2020年3月1日にメキシカンリーグのティフアナ・ブルズと契約。

## 詳細情報

### 年度別投手成績
| 年 度    | 球 団    | 登 板 | 先 発 | 完 投 | 完 封 | 無 四 球 | 勝 利 | 敗 戦 | セ 丨 ブ | ホ 丨 ル ド | 勝 率 | 打 者 | 投 球 回 | 被 安 打 | 被 本 塁 打 | 与 四 球 | 敬 遠 | 与 死 球 | 奪 三 振 | 暴 投 | ボ 丨 ク | 失 点 | 自 責 点 | 防 御 率 | W H I P |
| -------- | -------- | ----- | ----- | ----- | ----- | -------- | ----- | ----- | -------- | ----------- | ----- | ----- | -------- | -------- | ----------- | -------- | ----- | -------- | -------- | ----- | -------- | ----- | -------- | -------- | ------- |
| 2013     | NYY      | 5     | 3     | 0     | 0     | 0        | 1     | 2     | 0        | 0           | .333  | 82    | 20.0     | 16       | 2           | 6        | 0     | 1        | 9        | 0     | 0        | 5     | 5        | 2.25     | 1.10    |
| 2014     | NYY      | 17    | 14    | 0     | 0     | 0        | 2     | 5     | 0        | 0           | .286  | 339   | 78.0     | 86       | 15          | 26       | 1     | 2        | 60       | 4     | 0        | 52    | 47       | 5.42     | 1.44    |
| 2014     | ARI      | 14    | 14    | 0     | 0     | 0        | 0     | 7     | 0        | 0           | .000  | 340   | 83.2     | 71       | 10          | 20       | 0     | 4        | 69       | 1     | 0        | 37    | 35       | 3.76     | 1.09    |
| '14計    | ARI      | 31    | 28    | 0     | 0     | 0        | 2     | 12    | 0        | 0           | .143  | 679   | 161.2    | 157      | 25          | 46       | 1     | 6        | 129      | 5     | 0        | 89    | 82       | 4.56     | 1.26    |
| 2015     | ARI      | 3     | 0     | 0     | 0     | 0        | 0     | 1     | 0        | 0           | .000  | 58    | 14.1     | 10       | 1           | 5        | 1     | 0        | 19       | 0     | 1        | 3     | 3        | 1.88     | 1.05    |
| 2015     | SEA      | 32    | 10    | 0     | 0     | 0        | 1     | 4     | 0        | 4           | .200  | 318   | 74.2     | 80       | 14          | 17       | 1     | 5        | 62       | 3     | 1        | 35    | 34       | 4.10     | 1.30    |
| '15計    | SEA      | 35    | 10    | 0     | 0     | 0        | 1     | 5     | 0        | 4           | .167  | 376   | 89.0     | 90       | 15          | 22       | 2     | 5        | 81       | 3     | 2        | 38    | 37       | 3.74     | 1.26    |
| 2016     | SEA      | 55    | 1     | 0     | 0     | 0        | 1     | 1     | 0        | 12          | .500  | 247   | 58.2     | 67       | 11          | 11       | 2     | 2        | 51       | 0     | 2        | 23    | 23       | 3.53     | 1.33    |
| 2017     | BAL      | 12    | 0     | 0     | 0     | 0        | 0     | 1     | 0        | 0           | .000  | 77    | 14.2     | 23       | 7           | 10       | 2     | 0        | 13       | 0     | 0        | 17    | 17       | 10.43    | 2.25    |
| 2018     | TB       | 17    | 0     | 0     | 0     | 0        | 3     | 0     | 0        | 0           | 1.000 | 134   | 33.0     | 24       | 5           | 10       | 3     | 2        | 29       | 0     | 1        | 7     | 6        | 1.64     | 1.03    |
| MLB：6年 | MLB：6年 | 155   | 42    | 0     | 0     | 0        | 8     | 21    | 0        | 16          | .276  | 1595  | 377.0    | 377      | 65          | 105      | 10    | 16       | 312      | 8     | 5        | 179   | 170      | 4.06     | 1.28    |

- 2020年度シーズン終了時

### 年度別守備成績
| 年 度 | 球 団 | 投手（P） | 投手（P） | 投手（P） | 投手（P） | 投手（P） | 投手（P） |
| 年 度 | 球 団 | 試 合     | 刺 殺     | 補 殺     | 失 策     | 併 殺     | 守 備 率  |
| ----- | ----- | --------- | --------- | --------- | --------- | --------- | --------- |
| 2013  | NYY   | 5         | 0         | 2         | 0         | 0         | 1.000     |
| 2014  | NYY   | 17        | 1         | 9         | 0         | 0         | 1.000     |
| 2014  | ARI   | 14        | 3         | 10        | 0         | 1         | 1.000     |
| '14計 | ARI   | 31        | 4         | 19        | 0         | 1         | 1.000     |
| 2015  | ARI   | 3         | 0         | 0         | 0         | 0         | ----      |
| 2015  | SEA   | 32        | 0         | 13        | 1         | 1         | .929      |
| '15計 | SEA   | 35        | 0         | 13        | 1         | 1         | .929      |
| 2016  | SEA   | 55        | 2         | 4         | 0         | 0         | 1.000     |
| 2017  | BAL   | 12        | 0         | 0         | 0         | 0         | ----      |
| 2018  | TB    | 17        | 1         | 4         | 0         | 0         | 1.000     |
| MLB   | MLB   | 155       | 7         | 42        | 1         | 2         | .980      |

- 2020年度シーズン終了時

### 背番号
- 34（2013年）
- 57（2014年 - 同年途中）
- 54（2014年途中 - 2015年途中）
- 38（2015年途中 - 2016年、2018年）
- 52（2017年）

### 代表歴
- 2017 ワールド・ベースボール・クラシック メキシコ代表
- 2018日米野球